# Apertochrysa anomala
Apertochrysa anomala is een insect uit de familie van de gaasvliegen (Chrysopidae), die tot de orde netvleugeligen (Neuroptera) behoort. 
Apertochrysa anomala is voor het eerst wetenschappelijk beschreven door Tillyard in 1917.